# Ungareszka
Az Ungareszka (ungaresca, ungarescha) régi magyar táncdal. Jacob Paix(de) 1583-ban kiadott Ein Schön Nutz- und Gebreuchlich Orgel Tabulator című orgonatabulatúrás gyűjteményében található a hozzá csatlakozó saltarellóval (ugrós tánccal), emiatt sokszor J. Paix szerzeményének tartják.
Tágabb értelemben az ungareszkák a 16–17. századból (többnyire külföldi forrásokban) fennmaradt magyar táncok.
J. Paix gyűjteményében a jobb kézzel játszott dallam balkezes orgonakísérettel, szöveg nélkül maradt fenn, előjegyzés nélkül (vagyis az alábbi kottában minden Fisz helyett F van, így az eredeti hangnem dúr helyett mixolíd).
A dal feltehetően magyar diákok vagy kereskedők révén jutott német földre. A dallammotívumok és harmóniák, a basszus szólam, valamint a korabeli leírások alapján dudával kísérték az általában magányos vagy csoportos eszközös (kard, szekerce) táncot, de néha eszköz nélkül, lánnyal párban is járták.
Feldolgozás:
| Szerző                       | Mire          | Mű                     | Előadás           |
| ---------------------------- | ------------- | ---------------------- | ----------------- |
| Bárdos Lajos / Vargha Károly | vegyeskar     | Régi táncdal           | [ 4 ] [ 5 ] [ 6 ] |
| Petres Csaba                 | három furulya | Tarka madár, 87. kotta |                   |

## Kotta és dallam
| Édes rózsám, szívem kedvese, hallod, hív az ének. Csengőn- bongón szól a víg zene, hadd táncoljak véled. Jöjj, ó jöjj ide, édes párom, nótánk hangja ma messze szálljon, oly szép így ez az élet. | Cimbalmunk de vígan pengeti, búg a bőgő húrja. Nézd, a másik kedvet ad neki, cifra sípját fújva. El nem fárad a táncos lábod, látom, most csuda szívből járod, mindig újra meg újra. |
| Tambúr, tambúr, andandória, tambúr, andandóri. Tambúr, tambúr, andandória, tambúr, andandóri. Tambúr, tamburi, andandóni, tambúr, tamburi, andandóni, tambúr, andanidóri.                         | |

## Felvételek
- Jacob Paix Ungarescha. Gál Hedda, Balog Péter  YouTube (2011. november 5.)  (Hozzáférés: 2016. július 14.) (audió) ének, koboz
- Ungaresca. YouTube. Pálfa (2006. június 30.)  (Hozzáférés: 2016. július 14.) (videó) Szöveg: Vásárhelyi daloskönyv 1672. ének, zenekar
- Ungaresca. YouTube (2012. augusztus 30.)  (Hozzáférés: 2016. július 14.) (audió) furulya, lant
- Jacob Paix: Ungarescha. Béke Csaba  YouTube (2015. szeptember 6.)  (Hozzáférés: 2016. július 14.) (audió) lant
- Ungaresca. Fabyr  YouTube (2010. április 5.)  (Hozzáférés: 2016. július 14.) (videó) mandolin
- Ungarescha. Branle dei Cavalli  YouTube (Hozzáférés: 2016. július 14.) (videó) középkor hangszerek
- Ungaresca.mpg. Saltatio Burgus  YouTube. Roßlau (2009)  (Hozzáférés: 2016. július 14.) (videó) reneszánsz tánc